# Psalidoprocne
Genre
Le genre Psalidoprocne comprend, selon les auteurs, 5 à 12 espèces d'hirondelles vivant en Afrique subsaharienne.

## Liste des espèces
D'après la classification de référence du Congrès ornithologique international (ordre phylogénique) :
- Psalidoprocne albiceps (Sclater, 1864) – Hirondelle à tête blanche
- Psalidoprocne fuliginosa (Shelley, 1887) – Hirondelle brune
- Psalidoprocne nitens (Cassin, 1857) – Hirondelle à queue courte
- Psalidoprocne obscura (Hartlaub, 1855) – Hirondelle fanti
- Psalidoprocne pristoptera (Ruppell, 1840) – Hirondelle hérissée